# Thyreodon niger
Thyreodon niger är en stekelart som beskrevs av Cresson 1874. Thyreodon niger ingår i släktet Thyreodon och familjen brokparasitsteklar. Inga underarter finns listade i Catalogue of Life.